# Les Mutins de Longueuil
Les Mutins de Longueuil sont une école et une troupe de danse folklorique québécoise et du monde, située à Longueuil, Québec, Canada. 

## Description
Les Mutins de Longueuil offrent des cours de danse folklorique internationale de différents niveaux aux enfants et aux adultes depuis 1960. Les cours de danse sont donnés à la Maison des Mutins localisée à Longueuil. L'organisme est membre du Réseau d'enseignement de la danse. 
La troupe participe à des spectacles tant sur la scène locale qu'internationale, en plus d'organiser des événements. Au Québec, la troupe et l'école présentent un spectacle annuel présentant le répertoire chorégraphique appris durant l'année, dans la salle Pratt & Whitney du Théâtre de Ville de Longueuil. Les Mutins se produisent à l'occasion dans d'autres endroits comme la « Cinquième salle » de la Place des Arts, à Montréal, le Complexe Desjardins, etc. Le groupe offre des prestations dans divers événements comme la Fête nationale du Québec, le Marché de Noël de Longueuil, etc. À l'international, la troupe participe à des festivals de folklore. Par exemple, le festival polonais Tydzień Kultury Beskidzkiej a accueilli le groupe en 2019. En 2013, ils se produisent en Allemagne au International Folklore Festival Lausitz à Bautzen, ainsi qu'au Europäisches Folklore Festival à Neustadt, membre du Conseil international des organisations de festivals de folklore et d'arts traditionnels.  
Le souper-bénéfice des Mutins permet à l'organisation de financer ses opérations durant l'année. Le comédien et ancien danseur de la troupe Benoît Brière en était le président d'honneur en 2014. 

## Histoire

### Décennie 1960
En 1960, Suzanne Sigouin et Hélène Villeneuve, anciennes membres du groupe Les Feux Follets, fondent « Les Petits Mutins de Longueuil », école de danse folklorique destinée aux enfants. Les élèves performent des chorégraphies dans plusieurs programmes télévisés, tels que Où chante l'alouette et Boîte à surprise, à Radio-Canada. En parallèle, Sigouin et Villeneuve entreprennent des recherches ethnographiques à l'Ile-aux-Coudres et au Lac-Saint-Jean pour collecter des danses et des chants traditionnels régionaux.      
Le 1er mai 1966, les Mutins présentent leur troisième production annuelle à la salle du Gesù, dans le quartier des spectacles, à Montréal. Le groupe est à ce moment composé de 90 danseurs, âgés de 4 à 17 ans.        
Les Mutins participent à l'Exposition universelle de 1967, à Montréal, en offrant des prestations à la Place des Nations et dans quelques autres pavillons. Ils participent aux éditions subséquentes de Terre des hommes. En 1968, ils se produisent au pavillon du Mexique en compagnie de musiciens mexicains.         
Du 4 au 25 juillet 1969, les Mutins représentent le Canada à la 34e édition du Festival de Folklore de Nice.  La même année, Suzanne Sigouin et Hélène Villeneuve reçoivent une médaille d'argent du ministre du Tourisme du Mexique. Les deux femmes sont reçoivent le titre de « Chevalier de l'ordre du mérite de Longueuil » .   

### Décennie 1970
En 1970, le groupe fait une tournée au Manitoba, dans le cadre des festivités entourant le centième anniversaire de la province. Les danseurs se produisent notamment au Palais législatif. Le groupe fête son dixième anniversaire la même année et donne aussi un spectacle au mois de novembre à Springfield, au Massachusetts.  
Les Mutins visitent à nouveau le Festival de Folklore de Nice en 1971, en plus de visiter Jaca, en Espagne. En 1972, le groupe est invité au Festival mondial du Folklore de Guadalajara, au Mexique. Le 23 avril 1972, le groupe se produit pour la première fois à la Place des Arts, plus précisément le Théâtre Port-Royal, ancien nom du Théâtre Jean-Duceppe. 57 danseurs y présentent des danses de plus de huit pays différents, dont le Canada, la Hongrie et la Yougoslavie. La troupe retourne au Mexique en 1973 et dansent dans 10 villes différentes. 
Le 30 mai 1976, les Mutins se produisent pour la première fois dans la Salle Wilfrid-Pelletier de la Place des Arts.  

### Décennie 1980
Les Mutins de Longueuil fêtent leur 20e anniversaire en 1980. Ils participent à l'émission « Au jardin de Pierrot », animée par Pierrette Boucher-Vermette sur les ondes de Radio-Canada. 
La troupe offre des prestations le 10 et 11 juillet 1982 au Parc des gouverneurs, à l'occasion du 15e Festival d'été de Québec. En 1984, la troupe, composée de 37 jeunes, se produit au 10e Conseil souverain de la Nouvelle-France, événement gastronomique ayant lieu à l'hôtel Hilton International, à Québec.

### Décennie 1990
La décennie 1990 débute avec une série de participations au Brockville Multicultural Festival, en Ontario. La troupe y performe, entre autres, des danses mexicaines de la région de Veracruz, ainsi que des danses canadiennes. 
Le 9 mai 1998, Les Mutins présentent un spectacle au Théâtre Maisonneuve de la Place des Arts. Le 6 juillet 1998, ils dansent sur la Grande Place du Mondial des cultures de Drummondville. En 1999, ils voyagent à Taïwan pour participer au International Children's Folklore and Folkgame Festival, membre du Conseil international des organisations de festivals de folklore et d'arts traditionnels.  

### Décennie 2000
L'an 2000 marque la retraite des fondatrices du groupe Suzanne Sigouin et Hélène Villeneuve. Les 10 et 11 juin 2000 ont lieu les derniers spectacles de fin d'année avant leur départ, au Théâtre de Ville de Longueuil. Malgré leur retraite, les deux femmes promettent de rester dans l'entourage du groupe.
En 2001, la troupe livre des prestations au Complexe Desjardins, en plus de présenter leur spectacle annuel Des pieds et des mondes. En 2006, le Summerfest International Folkdance Festival and Folkart Fair Százhalombatta, en Hongrie, accueille le groupe pour une durée de 10 jours. 

### Décennie 2010
Le groupe participe au spectacle Racine aux pieds carrés présenté dans la salle Marie-Guérin-Lajoie de l'Université du Québec à Montréal, aux côtés de la Compagnie de danse Mackinaw, des Chamaniers de Saint-Hyacinthe, des Pieds Légers de Laval, des Éclusiers de Lachine et d'autres ensembles folkloriques québécois. 
Le festival beauceron Les Couleurs du monde accueille les Mutins en 2010, en compagnie de la troupe hôtesse Manigance. L'année suivante, les Mutins se dirigent vers Beaconsfield pour donner des spectacles à l'occasion de la Fête nationale du Québec, jusqu'en 2019.
En 2011, la troupe participe au Festival des traditions du monde de Sherbrooke.
La cofondatrice des Mutins Hélène Villeneuve décède le 13 septembre 2015, à l'âge de 81 ans. 
En 2019, pour financer leur tournée en Pologne, la troupe participe à l'émission télévisée Des squelettes dans le placard, animée par Patrice L'Écuyer sur les ondes d'ICI Radio-Canada Télé.

### Décennie 2020
En 2020, Suzanne Sigouin publie le livre Les Mutins : ma passion, ma mission, ma vie !, racontant l'histoire de la troupe à travers des témoignages et des photos d'archives. Une séance de dédicace a lieu à la Libraire Alire, à la Place Longueuil, le 8 février 2020. 
En 2021, les Mutins participent à l'émission télévisée Au suivant!, animée par Stéphane Bellavance, sur les ondes d'ICI Radio-Canada Télé. 
La cofondatrice des Mutins Suzanne Sigouin décède le 17 janvier 2022, à l'âge de 84 ans.